# Acropora cytherea
Acropora cytherea is een rifkoralensoort uit de familie van de Acroporidae. De wetenschappelijke naam van de soort is voor het eerst geldig gepubliceerd in 1846 door Dana.
Acropora cytherea komt voor in de tropische wateren van de Stille Oceaan.